# Khánh Mậu
Khánh Mậu là một xã cũ thuộc huyện Yên Khánh cũ tỉnh Ninh Bình, Việt Nam.

## Địa lý
Xã Khánh Mậu cách trung tâm thành phố Ninh Bình 16 km, có vị trí địa lý:
- Phía đông giáp xã Khánh Cường và xã Khánh Trung
- Phía tây giáp xã Khánh Hội
- Phía nam giáp xã Khánh Thủy
- Phía bắc giáp xã Khánh Lợi và xã Khánh Thiện.

Xã Khánh Mậu có diện tích 8,03 km², dân số năm 2019 là 7.173 người, mật độ dân số đạt 893 người/km².
Là một xã 100% đất nông nghiệp và sống bằng nghề làm ruộng.

## Lịch sử
Ngày 27 tháng 4 năm 1977, Hội đồng chính phủ ban hành Quyết định 125-CP về việc sáp nhập xã Khánh Mậu thuộc huyện Yên Khánh mới giải thể vào huyện Kim Sơn.
Ngày 4 tháng 7 năm 1994, Chính phủ ban hành Nghị định số 59-CP về việc chuyển xã Khánh Mậu thuộc huyện Kim Sơn về huyện Yên Khánh mới tái lập quản lý.

## Kinh tế
Chợ Trung - Xóm 9 - Xã Khánh Mậu là một trong 8 chợ ở Yên Khánh trong danh sách các chợ loại 1, 2, 3 ở Ninh Bình.

## Văn hóa
Khánh Mậu có Giáo xứ Hiếu Thuận được xây dựng vào năm 1891 theo kiểu kiến trúc nhà thờ đá Phát Diệm.